# 錫陀塔那迦
錫陀塔那迦是尼泊爾的城鎮，位於該國中南部，由藍毗尼省負責管轄，距離首都加德滿都265公里，毗鄰與印度接壤的邊境，海拔高度87米，2001年人口52,569。